# Liste der brasilianischen Botschafter in St. Lucia
Die Botschaft befindet sich in der dritten Etage der 1 Bella Rosa Road in Castries.

## Geschichte
Von 30. Januar 1996 bis 13. September 2005 war der Botschafter in Paramaribo auch bei der Regierung in Castries akkreditiert.
| Ernannt       | Name                            | Bemerkungen                                                                                  | Mensagem Senado Federal | im Senat des Nationalkongress vorgestellt am | ernannt von                          | akkreditiert während der Regierung von | Posten verlassen |
| ------------- | ------------------------------- | -------------------------------------------------------------------------------------------- | ----------------------- | -------------------------------------------- | ------------------------------------ | -------------------------------------- | ---------------- |
| 11. Nov. 1980 | Amaury Bier                     | Amtssitz in Port of Spain                                                                    |                         |                                              | João Baptista de Oliveira Figueiredo | Allan Louisy                           |                  |
| 28. Aug. 1988 | Fernando Silva Alves            | Amtssitz in Port of Spain, 1988: Geschäftsträger in Mexiko-Stadt, 1995: Botschafter in Amman | MSF 056/1988            |                                              | José Sarney                          | John Compton                           |                  |
| 30. Jan. 1996 | Roberto de Abreu Cruz           | Amtssitz in Paramaribo                                                                       | MSF 321 de 1995         | 18. Jan. 1996                                | Fernando Henrique Cardoso            | Vaughan Allen Lewis                    |                  |
| 15. Okt. 1997 | Jorge Saltarelli Junior         | Amtssitz in Paramaribo                                                                       | MSF 209 de 1996         | 30. Okt. 1996                                | Fernando Henrique Cardoso            | Kenneth Anthony                        |                  |
| 13. Sep. 2005 | Ricardo Luiz Viana de Carvalho  |                                                                                              | MSF 4 de 2003           | 17. Aug. 2005                                | Luiz Inácio Lula da Silva            | Kenneth Anthony                        |                  |
| 4. Juni 2008  | João Batista Cruz               |                                                                                              | MSF 60 de 2008          | 13. Mai 2008                                 | Luiz Inácio Lula da Silva            | Stephenson King                        |                  |
| 18. Okt. 2011 | Joaquim Augusto Whitaker Salles | (* 12. Oktober 1943 in São Paulo) 2005: Geschäftsträger in Bangkok                           | MSF 125 de 2011         | 27. Sep. 2011                                | Luiz Inácio Lula da Silva            | Stephenson King                        |                  |

Quelle: